# Lomas del Mirador
Lomas del Mirador é uma cidade da Argentina, localizada na província de Buenos Aires, localizado na área metropolitana de Gran Buenos Aires.